# Polyphagina algerica
Polyphagina algerica är en kackerlacksart som först beskrevs av Brunner von Wattenwyl 1865.  Polyphagina algerica ingår i släktet Polyphagina och familjen Polyphagidae.

## Underarter
Arten delas in i följande underarter:
- P. a. algerica
- P. a. occidentalis